# Unplugged Live
Unplugged Live è un album della band The McAuley Schenker Group pubblicato nel 1993.

## Tracce
1. Anytime
2. We Believe In Love
3. What Happens To Me
4. Bad Boys
5. Gimme Your Love
6. Natural Thing
7. Perrier (formerly Courvoiser Concerto)
8. When I'm Gone
9. Nightmare
10. Doctor Doctor
11. Lights Out